# 金震
金震（1927年—），曾用名金日星，男，朝鲜族，吉林和龙人，中国伽倻琴演奏家，曾任中国音乐家协会常务理事。